# 赵菊花
赵菊花（1967年10月—），女，汉族，甘肃永昌人，中华人民共和国政治人物、第十一届全国人民代表大会广东地区代表。

## 生平
毕业于西北政法学院法律专业。曾担任江门市人民检察院副检察长、江门市中级人民法院副院长、阳江市中级人民法院院长、佛山市中级人民法院院长等职务。
2021年7月，任广东省高级人民法院党组成员、副院长。
2023年4月，任深圳市中级人民法院党组书记。2023年6月，代理深圳市中级人民法院院长职务。2024年2月，当选为深圳市中级人民法院院长。